# Довгий Роман Сергійович
Рома́н Сергі́йович До́вгий (22 лютого 1991 — 23 вересня 2017) — український військовик, номер обслуги гірсько-штурмового відділення 2-го взводу 2-ї роти 108-го окремого гірсько-штурмового батальйону 10-ї ОГШБр (в/ч А3715), старший солдат.

## Життєпис
Народився в місті Первомайськ Миколаївської області. Навчався у Первомайській ЗОШ № 7, міській гімназії, вечірній школі, працював на автозаправній станції.
У жовтні 2011 року вступив на військову службу за контрактом. З 2014 року брав участь в АТО у складі 53-ї окремої механізованої бригади, згодом був переведений до 10-ї окремої гірсько-штурмової бригади. Пройшов бої під Торецьком та Попасною.
Загинув від кульового поранення у бою з ворожою диверсійно-розвідувальною групою поблизу села Новоолександрівка Попаснянського району Луганської області. Похований в місті Первомайську.

## Нагороди
- Орден «За мужність» III ступеня (22 січня 2018, посмертно) — «за особисту мужність і самовіддані дії, виявлені у захисті державного суверенітету та територіальної цілісності України, зразкове виконання військового обов'язку».[1]